# Caroline Ingalls
Caroline Ingalls, født Caroline Lake Quiner (12. december 1839 – 20. april 1924) var mor til Laura Ingalls Wilder, forfatter til Det Lille Hus på Prærien.
Hun blev født i, hvad der er i dag hedder Brookfield, Wisconsin, dengang Brookfield Town, som den femte ad af syv børn af Henry Quiner og Charlotte (Tucker) Quiner. Hendes brødre var Joseph, Henry og Thomas, og hendes søstre hed Martha og Eliza. 
Da hun var fem, døde hendes far i en skibsulykke, angiveligt i Lake Michigan, i nærheden af Straits of Mackinac. Hendes mor giftede sig med Frederick Holbrook, en landmand, der boede i nærheden. De fik et barn sammen, Charlotte "Lottie" Holbrook. Ingalls elskede og respekterede sin stedfar og ærede senere hans minde ved at navngive sin eneste søn efter ham. 
I en alder af seksten år, begyndte Ingalls at arbejde som lærer. Den 1. februar 1860, blev hun gift med Charles Ingalls. Hun fødte fem børn: Mary Ingalls, Laura Ingalls, Caroline "Carrie" Charles Frederick "Freddie" og Grace Ingalls. Freddie døde i en alder af 9 måneder. Han blev født den 1. november 1875 i Walnut Grove, Minnesota – og døde 27. august 1876 i South Troy, Minnesota, af ubestemte årsager. I sin uudgivne biografi Pioneer Girl, henviser Ingalls blot til det faktum, at han ofte var "syg" og at "en forfærdelig dag, strakte han sin lille krop og døde". 
Ingalls rejste selvfølgelig med sin familie, men de slog sig endeligt ned i De Smet, South Dakota. Hun døde i en alder af 84, og blev begravet på De Smet-kirkegård. 

## Media
The Caroline Years, en udvidelse af Det Lille Hus på Prærien-serien, af Maria D. Wilkes og Celia Wilkins, følger Ingalls fra hendes femte leveår til hendes sene teenagereår, og op til hendes ægteskab med Charles. Navnene, datoerne og personerne nævnt i bøgerne er sande, men meget af indholdet i bøgerne er, af nødvendighed, fiktion. Andre titler om Ingalls' liv omfatter Det Lille Hus i Brookfield, er fiktion, men skrevet i stil med Det Lille Hus-serien.